# 宁木
宁木是位于東馬來西亞砂拉越木中省木中县宁木副县的副县城，坐落在淋巴斯河（Sungai Rimbas）边。此河连接了这座小镇与其它邻近的乡村。